# Маряново (Вишковський повіт)
Маряново (пол. Marianowo) — село в Польщі, у гміні Длуґосьодло Вишковського повіту Мазовецького воєводства.
Населення — 185 осіб (2011).
У 1975-1998 роках село належало до Остроленцького воєводства.

## Демографія
Демографічна структура станом на 31 березня 2011 року:
|          | Загалом | Допрацездатний вік | Працездатний вік | Постпрацездатний вік |
| -------- | ------- | ------------------ | ---------------- | -------------------- |
| Чоловіки | 93      | 26                 | 63               | 4                    |
| Жінки    | 92      | 24                 | 51               | 17                   |
| Разом    | 185     | 50                 | 114              | 21                   |